# Pridvorica (Bojnik)
Pridvorica (Bojnik) (em cirílico: Придворица) é uma vila da Sérvia localizada no município de Bojnik, pertencente ao distrito de Jablanica, na região de Pusta Reka. A sua população era de 880 habitantes segundo o censo de 2002.

## Demografia
| 1948 | 1953 | 1961 | 1971 | 1981 | 1991 | 2002 | 2011 |
| ---- | ---- | ---- | ---- | ---- | ---- | ---- | ---- |
| 854  | 910  | 939  | 982  | 942  | 956  | 951  | 880  |